# Želetice (ort i Tjeckien, lat 48,94, long 16,18)
Želetice är en ort i Tjeckien.   Den ligger i regionen Södra Mähren, i den sydöstra delen av landet, 180 km sydost om huvudstaden Prag. Želetice ligger 225 meter över havet och antalet invånare är 281.
Terrängen runt Želetice är platt. Runt Želetice är det ganska glesbefolkat, med 42 invånare per kvadratkilometer. Närmaste större samhälle är Znojmo, 13,3 km sydväst om Želetice. Trakten runt Želetice består till största delen av jordbruksmark.